# Victor Amédée de La Fage
Victor Amédée de La Fage, besser bekannt mit seinem Titel Marquis de Saint-Huruge (geboren am 21. Dezember 1738 in Ougy; gestorben am 30. März 1801 in Paris) war ein französischer politischer Agitator und Revolutionär.

## Leben
Geboren am 21. Dezember 1738 und getauft am 2. Januar 1739, erbte er bereits 1738 das Vermögen seines Großvaters Victor-Amédée I de la Fage, der sich der Heirat seiner Eltern, Philibert-Joseph de La Fage und Dame Jeanne Pagès de Vitrac, widersetzt und sie enterbt hatte. Er gab seine Militärkarriere auf und heiratete eine Schauspielerin namens Mercier. Da diese jedoch vom Intendanten von Burgund Amelot begehrt wurde, ließ dieser ihn im Château de Vincennes und dann in Charenton einsperren. Dank der Intervention seiner Schwestern und Freunde aus dem Parlament von Dijon wurde er freigelassen und flüchtete nach England.

## Während der Revolution
Als er 1789 als Anhänger Philippe Égalités nach Frankreich zurückkehrte, wurde er einer der Agitatoren im Palais Royal. Während der Revolution verfolgte er eine Karriere als Redner und Agitator, wo er, um es mit Lamartines Worten zu sagen, „in sich selbst ein Aufruhr“ war. Schon vor den Ereignissen vom 5. und 6. Oktober 1789 bemühte er sich um einen Zug nach Versailles am 30. September, was ihm aber eine Haft eintrug. Ebenso verhielt es sich am 10. August 1792, den er auch nicht mitgestalten konnte, da er hier auch bis zum Folgetag in Haft war. Trotz allem erhielt er den Beinamen der Rote Marquis. Da er mit Danton in Verbindung stand, wurde er während des Terrors verhaftet und hegte tiefe Abneigung gegen die Jakobiner. Er starb 1801 in einem Garni in der Rue Gît-le-Cœur 8 und hinterließ eine einzige Tochter, Claire-Sophie de La Fage.